# 鹿鹰兽
鹿鹰兽是龙与地下城中的怪物，基于名为Peryton的神话生物，拥有公鹿的头颅和猛禽的身躯。
鹿鹰兽首次出现于初版龙与地下城的怪物图鉴（1977年）。鹿鹰兽在后续的版本中也曾出现，除了背景方面略有不同外，牠整体形象和作用都保持一致。